# Фонтегрека
Фонтегрека је насеље у Италији у округу Казерта, региону Кампанија.
Према процени из 2011. у насељу је живело 707 становника. Насеље се налази на надморској висини од 321 м.

## Становништво
Према резултатима пописа становништва 2011. у општини је живело 849 становника.
| 1951. | 1961. | 1971. | 1981. | 1991. | 2001. | 2011. |
| ----- | ----- | ----- | ----- | ----- | ----- | ----- |
| 976   | 981   | 877   | 977   | 958   | 857   | 849   |